# Byregion Aalborg
Byregion Aalborg er en byregion, der dækker et område i Nordjylland, som i praksis er synonymt med Aalborg Kommune; begrebet figurerer i Aalborg Kommunes kommuneplan 2013 og kaldes også for Fysisk Vision 2025.
Byregion Aalborg betegnes som Norddanmarks vækstregion og centrum af Region Nordjylland. Aalborg indgår i et nationalt og internationalt byhierarki, der gør, at byen konkurrerer med byer som Aarhus, Odense og universitetsbyer i resten af verden. Byregionen er Danmarks tredjestørste og følger efter Byregion Østjylland og Hovedstadsregionen.

## Baggrund
Tanken om Byregion Aalborg blev startet af Aalborg Kommune og Region Nordjylland, der begge skulle udarbejde en overordnet struktur for deres områder, hvilket udmøntede sig i Fysisk Vision 2025. Region Nordjylland har udarbejdet en rapport i samarbejde med Region Midtjylland og Region Syddanmark, der har byregionerne som fokus og deres fremtidige udvikling. I dag bor der 222.600 mennesker i Byregion Aalborg. Det forventes, at byregionen i 2025 har et indbyggertal på 225.000.

## Udvikling
Byregionen oplever stor udvikling, som kan ses på befolkningstilvæksten. Kommunen og starten laver store investeringer i området med bl.a. Nyt Aalborg Universitetshospital, Egnsplanvej, Aalborg Kulturcentrum og bygning af 4.500 ungdomsboliger (75% af Danmarks ungdomsboligbyggerier). I vækstaksen som strækker sig fra Aalborg Lufthavn over Aalborg Centrum, oplevelseszonen, Østre Havn, Godsbanearealet, Eternitgrunden, Aalborg Universitetskvarter og Østhavnen bliver der lavet investeringer for i alt 14,1 mia. kroner.
I projektet City in between havde Aalborg Kommune sammen med Realdania kommet op med et område, som omfatter Aalborg Øst, Klarup og Storvorde. Det er en ambition om, at man skal skabe en bæredygtig forstad til Aalborg. Tegnestuen Vandkunsten vandt konkurrencens første fase om at skabe en helhedsplan for området, som bl.a. indeholder, at byerne bliver knyttet sammen til én by, boligområder gøres attraktive og den højt trafikerede Universitetsboulevarden gøres til en ægte boulevard, som skal skabe sammenhæng i området.
Aalborg Vestby er også en del af fremtidens udvikling. Projektet EUROPAN12 er en konkurrence for unge arkitekter, som er støttet af EU. Aalborg Kommune indstillede Vestbyen som et projekt, hvor kommunen ville se forslag for, hvordan fremtidens vestby kunne se ud. Sammenslutningen, som består af en italiensk og en makedonsk arkitekt, DAS ANDERE blev valgt af dommerkomitéen som vinder af konkurrencen.
Udover Aalborg er byerne Klarup, Svenstrup, Frejlev, Nibe, Hals, Vadum, Godthåb, Vodskov, Vestbjerg, Vester Hassing og Storvorde udvalgt som havende et særligt potentiale for vækst, da de har god infrastruktur til Aalborg og har et varieret kultur- og serviceliv. I byerne investeres der i nye boligformer i konkurrence med parcelhuset og i kultursteder som f.eks. haller.

### Oplevelseszonen
Oplevelseszonen eller Aalborg Kulturcentrum er et område i Aalborg Centrum, hvor Aalborgs største investeringer og nye attraktive områder for kulturlivet er centraliseret. Området omfatter bl.a. Aalborg Centrale Havnefront og Østre Havn, hvor Utzon Center, Musikkens Hus og Nordkraft ligger. Disse institutioner er etableret i de seneste år og er derfor en del af strategien, udover kulturhusene er der også blevet bygget ungdomsboliger og et campus til Aalborg Universitet. Karolinelund, som er det gamle Tivoli, er også en del af området. Karolinelund er blevet omdannet til bypark med plads til det alternative kulturliv med foreningen Platform 4 i spidsen, derudover er der etableret haver, som passes af byens borgere.

### Aalborg Letbane
Aalborg Letbane var et af regionens helt store indsatsområder og skulle have fungeret som rygraden i den kollektive trafik. Visionen var en højklasseret letbane fra Aalborg Vestby via Aalborg Centrum til det nye Universitetshospital. Herefter kunne der projekteres udvidelser til Aalborg Lufthavn, City Syd, Bouet eller Løvvang i Nørresundby. Projektet blev initieret af Nordjyllands Trafikselskab, Aalborg Kommune og Region Nordjylland i Letbanesekretariatet, som har lavet rapporter m.m. til Folketinget med henblik på at etablere letbanen i Aalborg inden 2025. Letbanen ville have kostet 1,1 mia. kroner. Det blev dog vurderet at være et underskudsprojekt, og i 2015 trak Venstre sin støtte til projektet, og det blev derfor opgivet.